# Moulin du Père Honorat
Le moulin du Père-Honorat est l'un des derniers moulins à eau du Québec au Canada.

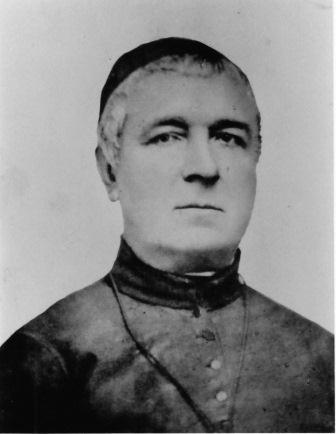
Jean-Baptiste Honorat

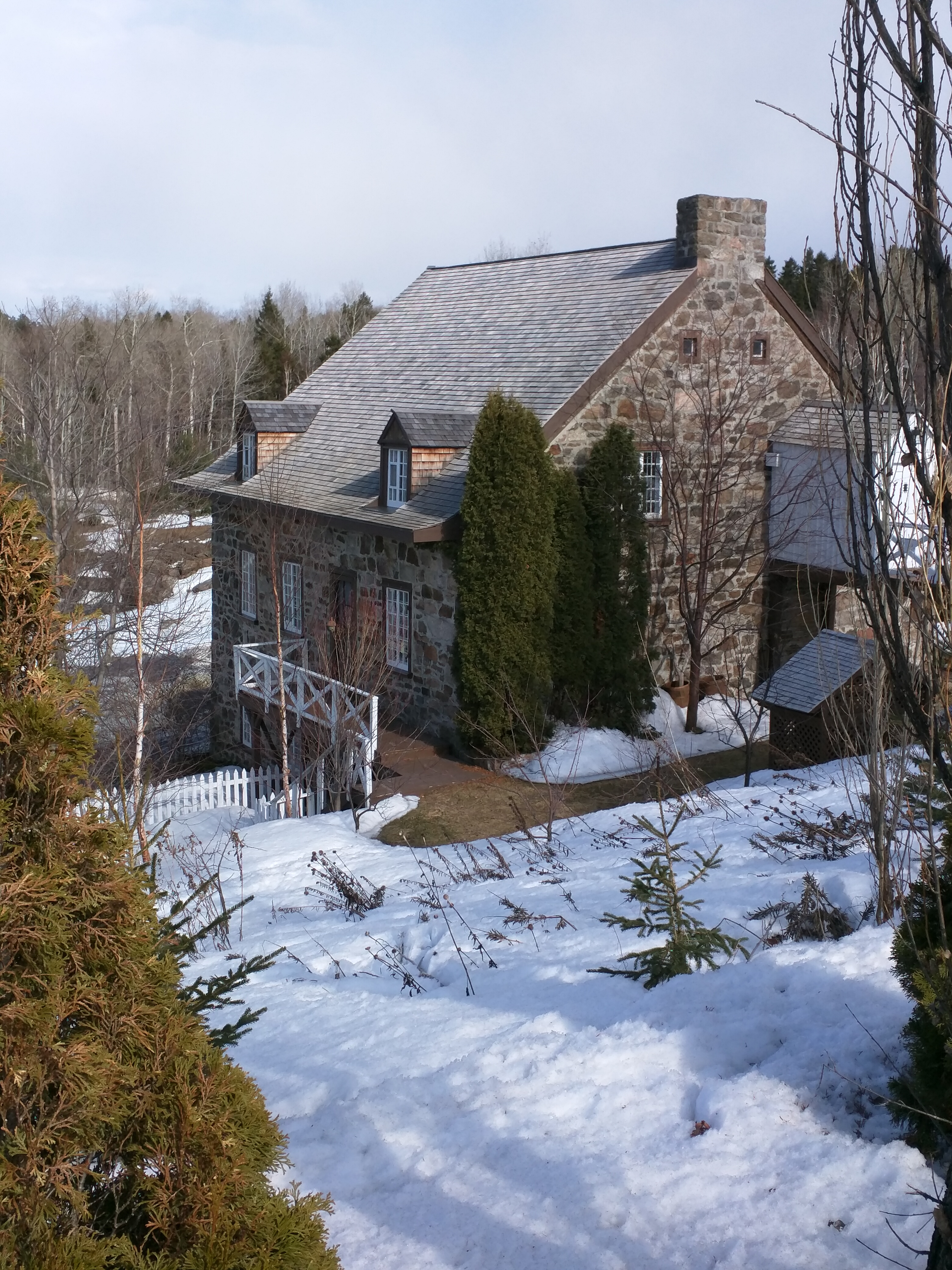

## Identification
- Nom du bâtiment : Moulin à eau du Père Honorat de Laterrière
- Adresse civique : 741, rue du Père-Honorat
- Municipalité : Saguenay, secteur de Laterrière
- Propriété :

## Construction
- Date de construction : 1846
- Nom du constructeur : Jean-Baptiste Honorat et colons de Grand-Brûlé (Laterrière)
- Nom du propriétaire initial : Église catholique romaine

## Chronologie
- Évolution du bâtiment :
  - 1846 : moulin à scie en bois
  - 1848 : doté de moulanges pour moudre les grains
- Autres occupants ou propriétaires marquants :
  - 1853 : Jules Gauthier, cultivateur
  - 1969 : Hélène Vincent[1]
  - 2005 : Bernard Séguin et Marie Gendron[2]
- Transformations majeures :
  - 1863 : reconstruction du moulin, en pierre
  - 1969-1972 : Restauration du moulin

## Protection patrimoniale
Classé monument historique en 1973

## Mise en valeur
- Constat de mise en valeur :
- Site d'origine : Oui
- Constat sommaire d'intégrité :
- Responsable :

## Note
Le plan de cet article a été tiré du Grand répertoire du patrimoine bâti de Montréal et de l'Inventaire des lieux de mémoire de la Nouvelle-France.